# Son Cotoner

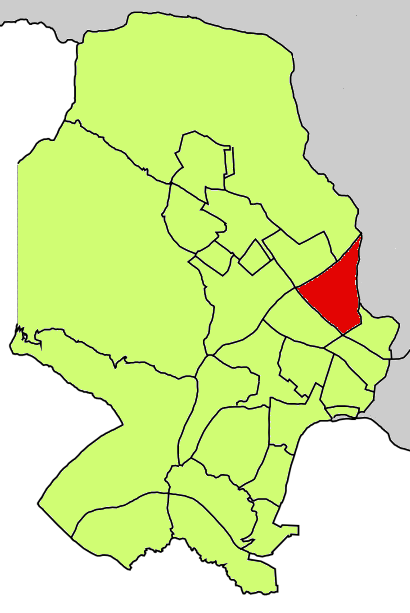
Localització de Son Cotoner respecte del Districte de Ponent.

Son Cotoner és un barri del municipi de Palma, concretament localitzat al Districte de Ponent Situada entre la via de cintura, el camí de Jesús i el torrent de Sa Riera, l'avinguda de Sant Ferran i el carrer de Pasqual Ribot. Pren el nom de la possessió, encara existent i que forma part del centre comercial del mateix nom. Possessió que apareix en el mapa del cardenal Despuig i que confrontava amb les de Son Moix Negre, Son Pisà, la Sínia d'en Gil i Son Massanet. Els terrenys parcel·lats d'aquesta possessió es posaren en venda el 1942. A partir dels anys 60 i 70 s'accelerà la construcció de pisos.
El barri inclou un parell de supermercats, un poliesportiu, el parc de la Riera i el de Son Cotoner i un casal de barri per als adults, entre altres infraestructures. L'any 2018 el barri arribava als 12.356 habitants.

## Transport públic
Pel barri passen les següents línies de l'EMT de Palma:
- Línia 6: Polígon de Llevant-Can Valero
- Línia 8: Son Roca
- Línia 9: Son Espanyol
- Línia 29: Circular Son Espases